# Trimerotropis verruculata
Trimerotropis verruculata is een rechtvleugelig insect uit de familie veldsprinkhanen (Acrididae). De wetenschappelijke naam van deze soort is voor het eerst geldig gepubliceerd in 1837 door Kirby.